# Севернодалматински партизански одред
Севернодалматински народноослободилачки партизански (НОП) одред  је био партизанска јединица у саставу Народноослободилачке војске и партизанских одреда Југославије током Другог светског рата у Хрватској.

## Историјат
Формиран је 24. маја 1942. (наредбом Штаба IV оперативне зоне Хрватске од 23. маја) у северној Далмацији од батаљона Буде Борјан и Бранко Владушић; 18. јуна имао је 2 батаљона, самосталну Приморску чету (формирана првих дана јуна) и митраљески вод – укупно 454 борца. Дејствовао је са 1. батаљоном у рејону Буковице, на којој је 3/4. јуна у заседама на друмовима Книн—Кистање и Кистање—Ервеник уништио 2 камиона са италијанским војницима – погинуло 9, рањено 12, заробљено 3; ноћу 6/7. јуна заузео карабинијерску станицу у селу Мунићу, а на путу Кистање—Мунић напао колону од 230 војника италијанског батаљона Диаз и нанео јој губитке од 47 погинулих и 41 рањеног, уништивши 12 камиона и на подручју Промине где се пребацио 27—28. јуна, разбио 28. јуна усташке и домобранске посаде у Оклају и Читлуку. Јаке италијанске снаге из Книна и Дрниша са четницима и усташама 1. јула су га окружиле на Промини, али се батаљон пробио уз губитке од око 20 бораца. У рејону села Вујасиновића, где се прикупио, изненада су га напала 2 батаљона италијанске дивизије Сассари и после краће борбе, батаљон се повукао у рејон Рујишта (на Буковици); са 2. батаљоном дејствовао је између Отрића и Пађена (рушио пругу Книн—Отрић, бранио слободну територију и нападао италијанске посаде и четнике), а с Приморском четом између Задра, Шибеника и Бенковца. Од 16. до 24. јула, батаљони Одреда водили су оштре борбе против Италијана и четника за одбрану слободне територије северне Далмације и јужне Лике, а затим су се, под борбом, повукли на подручје Срба. У међувремену, Приморска партизанска чета је, између осталог, разбила 12. јуна групу италијанских војника код Пировца, успешно напала у рејону Ковче мању италијанску колону наневши јој губитке од 24 погинула и рањена. Чета је 24. јула нападнута и окружена од три италијанска батаљона у рејону Сопља, али је успела да се пробије. Код села Трибуња формиран је 3. септембра приморски батаљон (попуњен борцима с острва Ижа) који је ушао у састав Одреда. Око 20. августа је имао 683 борца; 6. септембра 1. батаљон (Буде Барјан) ушао је у састав 1. далматинске, а 3. октобра Други (Бранко Владушић) и Приморски батаљон у састав 2. далматинске бригаде, када је Одред престао да постоји. Остала је само Приморска чета која је на свом подручју самостално дејствовала до 30. октобра, изводећи мање акције на копну и мору, а тада је од ње и Буковичке чете формиран 31. октобра нов Приморски батаљон јачине три чете, који се 8. децембра 1942. после напада јаких италијанских снага у близини Затона, пребацио преко ријеке Крке на слободну територију Мућа, где је почетком фебруара 1943. ушао у састав 5. далматинске бригаде. Део бораца ушао је крајем децембра у састав Севернодалматинског батаљона. Одред је поновно формиран почетком априла 1943. од новоформиране Приморске чете, Биоградског вода и дела бораца из Личког НОПО. Крајем априла имао је 2 батаљона (440 бораца), средином маја формиран је 3, а 17. јуна и 4. батаљон. У другој половини априла и у мају Одред је с јединицама Книнског сектора бранио слободну територију северне Далмације и јужне Лике од честих напада италијанских и четничких снага из рејона Книна, Стрмице, Ервеника и Жегара. Батаљони Одреда дејствовали су у средњој Далмацији, Буковици и севернодалматинском приморју. Посебно се Одред истакао 11. јула, када су 1. и 2. батаљон на подручју између Водице и Станковаца опколиле јаке италијанске и четничке снаге, и при пробоју из обруча према Буковици избациле из строја око 130 непријатељевих војника. Одлуком Штаба Крунског сектора од Одред је 14. августа 1943. у селу Медвиђој (код Обровца) формирана 1. група севернодалматинских батаљона (4 батаљона), а од ове средином септембра 1943. Шеста далматинска бригада. Од дела бораца старог Одрда формиран је 15. августа мањи одред с приморским, буковичким и равнокотарским сектором. Одред је изводио мање акције против окупатора и мобилисао нове борце. Приликом капитулације Италије септембра 1943. разоружао је италијанске посаде и четнике у Буковици и у захвату комуникације Ђеврске—Бенковац—Карин. До средине септембра нарастао је на 1300 бораца, а између 17. и 20. септембра реорганизован је у 2. групу средњодалматинских батаљона (4 батаљона), од које је истог месеца формирана 7. далматинска бригада. По четврти пут је формиран наредбом ГШ Хрватске од 17. септембра 1943. од дела бораца ранијег Одреда који нису ушли у састав 7. далматинске бригаде. Одред је крајем септембра имао батаљон и неколико група, а 21. октобра 2 батаљона (559 бораца). Крајем октобра дао је део бораца за 19. дивизију. У децембру 1943. у садејству са Севернооточким, Задарским и Книнским НОПО разбија четнике у пределу Затон, Ђеврске, Биоград ; између Водица и Биограда обезбеђивао је прихват људства и опреме који су пребацивани са Дугог отока на копно, и обрнуто. У међувремену је нарастао на 3 батаљона; 7. јануара 1944. дао је 1. и 3. батаљон за попуну 5. далматинске бригаде; од 2. батаљона и бораца Севернооточког НОПО поновно су формирана два батаљона, а од људства из Задарског НОПО 3. батаљон. Са два батаљона 5. бригаде Одред је 25. јануара код Руделе (на путу Книн—Кистање) разбио немачку колону и уништио 14 камиона, 3 аутомобила, 2 тенка и 4 топа. Марта, априла и маја садејствовао је јединицама 19. дивизије у борбама против немачких, усташких и четничких снага и мобилисао нове борце. Почетком јуна је од три батаљона Одреда и једног батаљона Книнског НОПО формирана Група буковичких батаљона, а од две 28. јуна 1944. Четрнаеста далматинска бригада.